# Romain Bouquet
Pour les articles homonymes, voir Bouquet.
Romain Bouquet (de son vrai nom Francis Romain Bouquet) est un acteur français né le 4 octobre 1887 à Lyon et mort le 16 avril 1943 à Santiago du Chili (Chili).

## Filmographie
- 1930 : Le Roman de Renard d'Irène Starewicz et Wladyslaw Starewicz (voix)
- 1931 : La Chienne de Jean Renoir : Henriot
- 1931 : L'Amour à l'américaine de Claude Heymann et Paul Fejos : L'avocat
- 1933 : L'Agonie des aigles de Roger Richebé : l'avocat
- 1933 : Les Trois Mousquetaires d'Henri Diamant-Berger : M. Bonacieux
- 1933 : Prenez garde à la peinture d'Henri Chomette : Cortillard
- 1933 : Knock de Roger Goupillières et Louis Jouvet : Michalon
- 1933 : Plein aux as de Jacques Houssin
- 1934 : Madame Bovary de Jean Renoir : le Solliciteur
- 1934 : Un tour de cochon de Joseph Tzipine
- 1934 : Poliche d'Abel Gance : Baudier
- 1934 : Lac aux dames de Marc Allégret : Ein Wirt, l'aubergiste
- 1935 : Les Gaietés de la finance de Jack Forrester : le directeur de magasin
- 1935 : Ferdinand le noceur de René Sti : Bertimey
- 1935 : Le Bébé de l'escadron de René Sti
- 1936 : Sous les yeux d'occident de Marc Allégret : l'aubergiste
- 1936 : La Terre qui meurt, de Jean Vallée
- 1938 : Êtes-vous jalouse ? d'Henri Chomette : Ludovic
- 1939 : La Fin du jour de Julien Duvivier : l'aboyeur
- 1939 : Quartier Latin de Christian Chamborant et Pierre Colombier : M. Benjamin
- 1943 : Untel père et fils de Julien Duvivier

## Théâtre
- 1913 : L'Amour médecin de Molière, mise en scène Jacques Copeau, Théâtre du Vieux-Colombier
- 1913 : Une femme tuée par la douceur de Thomas Heywood, mise en scène Jacques Copeau, Théâtre du Vieux-Colombier
- 1913 : Barberine d'Alfred de Musset, mise en scène Jacques Copeau, Théâtre du Vieux-Colombier
- 1913 : L'Avare de Molière, mise en scène Jacques Copeau, Théâtre du Vieux-Colombier
- 1920 : Cromedeyre-le-Vieil de Jules Romains, mise en scène Jacques Copeau, Théâtre du Vieux-Colombier
- 1921 : La Dauphine de François Porché, Théâtre du Vieux-Colombier
- 1922 : L'Amour livre d'or d'Alexis Nikolaïevitch Tolstoï, mise en scène Nathalie Boutkovsky, Théâtre du Vieux-Colombier
- 1922 : Les Plaisirs du hasard de René Benjamin, mise en scène Jacques Copeau, Théâtre du Vieux-Colombier[2]
- 1924 : Malborough s'en va en guerre de Marcel Achard, mise en scène Louis Jouvet, Comédie des Champs-Élysées
- 1925 : L'Amour qui passe de Joaquin Alvarez Quintero et Serafin Alvarez Quintero, mise en scène Louis Jouvet, Comédie des Champs-Élysées
- 1928 : Siegfried de Jean Giraudoux : Robineau
- 1929 : Amphitryon 38 de Jean Giraudoux : Sosie
- 1932 : La Margrave d'Alfred Savoir, mise en scène Louis Jouvet, Comédie des Champs-Élysées
- 1933 : Intermezzo de Jean Giraudoux : le maire
- 1933 : Pétrus de Marcel Achard, mise en scène Louis Jouvet, Comédie des Champs-Élysées
- 1934 : La Machine infernale de Jean Cocteau, mise en scène Louis Jouvet, Comédie des Champs-Élysées
- 1934 : Tessa, la nymphe au cœur fidèle adaptation Jean Giraudoux d'après Basil Dean et Margaret Kennedy, mise en scène Louis Jouvet, Théâtre de l'Athénée : Sir Bartlemy
- 1935 : Supplément au voyage de Cook de Jean Giraudoux : M. Banks
- 1935 : La guerre de Troie n'aura pas lieu de Jean Giraudoux : Demokos
- 1937 : L'Impromptu de Paris de Jean Giraudoux
- 1937 : Électre de Jean Giraudoux : le Président
- 1938 : Le Corsaire de Marcel Achard, mise en scène Louis Jouvet, Théâtre de l'Athénée
- 1939 : Ondine de Jean Giraudoux : Auguste
- 1942 : On ne badine pas avec l'amour d'Alfred de Musset, mise en scène Louis Jouvet, Tournée en Amérique latine